# Колектив
Колектив је већа или мања друштвена заједница, која је хомогенизована захваљујући истим интересима, сличном начину живота, као и усвајању заједничког циља, уверења и система вредности (братство, племе, нација, верска заједница или спортски, разредни, школски, фабрички колектив).